# Janice Lourie
Janice Richmond "Jan" Lourie (9 de julio de 1930) es una científica informática y artista gráfica estadounidense. A finales de la década de 1960 fue pionera en CAD / CAM (diseño asistido por computadora / fabricación asistida ordenador) para la industria textil. Es conocida por haber inventado un conjunto de herramientas de software que facilitan el flujo de producción textil desde el artista hasta el fabricante. Para el proceso de diseño gráfico de textiles, se le concedió la primera patente de software de IBM. Otros proyectos, en diferentes disciplinas, comparten el enfoque de la representación gráfica. A lo largo de su carrera, volvió a las matrices tabulares bidimensionales apiladas de los textiles y los gráficos por computadora, y a las estructuras topológicas de los datos interrelacionados.

## Educación
Estudió teoría e historia de la música en la Longy School of Music de Cambridge, Massachusetts. Rosario Mazzeo fue su profesora de clarinete. Actuó en conciertos de música de cámara en la serie de galerías de tapices del Museo de Bellas Artes de Boston y con orquestas de aficionados y grupos de música de cámara en la zona de Boston. En 1954 se convirtió en miembro fundador de la Camerata del Museo de Bellas Artes. Sus instrumentos eran la chirimía tenor y el salterio de la colección del museo, y flautas dulces modernas.
Cuando se licenció en filosofía por la Universidad Tufts, trabajó como editora técnica en los Laboratorios Matemáticos Parke de Concord, Massachusetts. Su interés por el material que editaba la llevó a trabajar en el ordenador Whirlwind del MIT, que combinó con cursos de matemáticas básicas. Volvió a estudiar y obtuvo una maestría en matemáticas en la Universidad de Boston.

## IBM
En 1957 Lourie empezó a trabajar en IBM. En aquella época, IBM contrataba a músicos para formarlos como programadores Su primera misión fue ayudar a John (Giampiero) Rossoni, que estaba a cargo de la parte de IBM del proyecto Operation Moonwatch que se estaba llevando a cabo en el Observatorio Astrofísico Smithsoniano.

### Investigación de operaciones
La siguiente tarea de Lourie fue la investigación de operaciones, también conocida como ciencia de la gestión. Su primer gran proyecto fue implementar el algoritmo escalonado de Abraham Charnes para resolver el problema de carga de máquinas, una generalización del clásico problema de transporte lineal. En 1958, una solución informática al problema del transporte era una herramienta básica de la investigación operativa. La solución determina el patrón de entrega de un tipo de mercancía desde múltiples fuentes a múltiples destinos satisfaciendo todos los requisitos a un coste mínimo.
El problema generalizado, expresado como carga de la máquina, establece que todos los productos pueden ser diferentes y pueden ser producidos en diferentes máquinas. La variabilidad de las fuentes y los destinos en este modelo tiene un efecto drástico en la estructura topológica subyacente a la solución. La topología de cada etapa de una solución iterativa en el problema de transporte es una estructura de árbol. En el problema de transporte generalizado, la estructura topológica de la solución iterativa en evolución es un conjunto de bucles desconectados, cada uno con cadenas laterales ramificadas (árboles).
Dado que cada iteración de la solución generalizada que avanza hacia un objetivo de coste mínimo tiene una nueva asignación de productos a las máquinas, la estructura topológica de bucles y cadenas al principio de una iteración se rompe, y se produce una nueva estructura de este tipo. Lourie analizó las posibles estructuras que pueden crearse durante las iteraciones en 38 casos independientes. La importancia del análisis topológico es que proporcionó un método de verificación. El documento resultante, Topología y cálculo del problema de transporte generalizado, representa gráficamente el análisis de casos. El impacto de este documento proviene de las representaciones gráficas del problema de transporte original en las formulaciones del método de pasos y del método simplex. El programa correspondiente de IBM, publicado en 1959, utilizaba técnicas eficaces de procesamiento de listas (trazado de árboles) combinadas con un sistema de contabilidad para gestionar los bucles. (Por aquel entonces, John McCarthy estaba desarrollando LISP en el MIT).

### Gráficos textiles / asistidos por computadora
En 1959, IBM comenzó a trabajar con General Motors en un primer sistema de diseño industrial asistido por ordenador (CAD), el DAC-1. El sistema utilizaba un lápiz óptico para dibujar en la pantalla de una unidad de visualización. El proyecto se mantuvo en secreto hasta la Fall Joint Computer Conference de 1964. Al mismo tiempo, IBM trabajaba en productos gráficos comerciales. Lourie trabajó en la programación del prototipo de terminal gráfico. La unidad de visualización gráfica 2250 salió al mercado en 1964 con la nueva computadora System/360.
Lourie había empezado a tejer a los siete años y era una tejedora experimentada. En 1964 propuso a IBM que produjera un sistema CAD para la industria textil.
Lourie hizo una propuesta a la dirección de IBM, que fue aceptada, para desarrollar un sistema de trabajo que tradujera los diseños de los artistas en información de control del telar, y para desarrollar el hardware y el software para controlar el telar. Su primer artículo, El diseñador textil del futuro, explicaba cómo el trabajo con un ordenador daría mayor libertad a los diseñadores textiles. El diseño textil en línea revisó los intentos anteriores de automatizar el proceso de diseño y exponía las razones por las que la llegada de las herramientas interactivas hacía ahora viables algunos aspectos de este objetivo.
Pasó un año en tres instalaciones de fabricación textil diversas, trabajando junto a artistas y diseñadores, para aprender los juicios estéticos y las habilidades técnicas necesarias para transformar las obras de arte en papel de punto, la representación preliminar del control de producción. Cuando su diseño de software estuvo completo, IBM presentó una patente de software en 1966. Se concedió en 1970. Fue la primera patente de software de IBM. patentes relacionadas y posteriormente un libro, Textile Graphics/Computer Aided.
A continuación, el proyecto Textile Graphics realizó las extensiones naturales a los tejidos estampados y de punto, y a los tejidos producidos en un telar de dobby. La formulación algebraica de los diseños producidos en un telar de dobby se describe en un artículo de la ACM. Textile Graphics, conocido internamente como GRITS (Graphic interactive textile system), fue un precursor de las herramientas actuales que permiten al usuario de un ordenador personal "pintar" áreas cerradas de un diseño con colores o patrones. El artículo de 1969, Computation of connected regions in interactive graphics, aborda el problema de identificar y etiquetar automáticamente las regiones conectadas formadas por conjuntos de curvas cerradas, un problema general que se plantea en los gráficos interactivos por ordenador. La primera patente engloba esta capacidad. La patente posterior, relacionada con las regiones conectadas, amplía el alcance del procedimiento a diseños de tamaño arbitrario.
Cuando se estaban preparando para la Exposición Internacional de San Francisco de 1968, IBM eligió el sistema Textile Graphics para su pabellón de Durango. Los visitantes pudieron dibujar el diseño en la pantalla y recibir una muestra de tela tejida en tres minutos. El sistema completo se describe en un documento IFIPS. La visibilidad tanto del proceso como del producto hizo una clara declaración de CAD / CAM. En su libro, Computer History from Pascal to von Neumann, Herman Goldstine comenta la importancia de esta aplicación.
Las herramientas informáticas interactivas: pantallas de visualización, tabletas de dibujo digital, lápices ópticos y teclados funcionales, despertaron el interés por las aplicaciones creativas. Los museos y las organizaciones artísticas vieron pronto las posibles aplicaciones. En 1968, el Museo Metropolitano de Arte organizó una conferencia sobre las posibles aplicaciones de los ordenadores en los museos.